# Sunwolves
Sunwolves, en japonés サンウルブズ, en español Lobos del Sol, fue un equipo profesional de rugby ubicado en el barrio Minato de Tokio, en Japón. 
Desde 2016 hasta 2020 compitió en el Super Rugby, el campeonato de franquicias del hemisferio sur de la Sanzar.

## Historia
En 2013 la Sanzar anunció que buscaba ampliar el Super Rugby de 15 a 18 franquicias en 2016, por lo tanto se ofreció franquicias a Argentina, Sudáfrica y Asia que aceptaron la propuesta sumándose para 2016 Jaguares, Southern Kings y Sunwolves.
En su primer año en el Super Rugby obtiene 1 victoria frente a los Jaguares argentinos y un empate con Stormers de Sudáfrica.
El año 2017, en su segundo año de competencia, obtiene 2 victorias frente a 2 excampeones del Super Rugby, los Bulls de Sudáfrica y Blues de Nueva Zelanda.
En 2020 el equipo fue excluido del Super Rugby a consecuencia de la reducción de participantes en el torneo.

### Nombre
En mayo de 2015 se lanzó un sitio web en Japón para buscar el nombre del equipo. El 5 de octubre se anunció que el nombre sería Sunwolves, ganador de entre 3320 otros posibles.
El nombre representa a la Tierra del Sol naciente y lobos representa la valentía, fuerza y un espíritu de trabajo en equipo.